# Cuencos de borde biselado

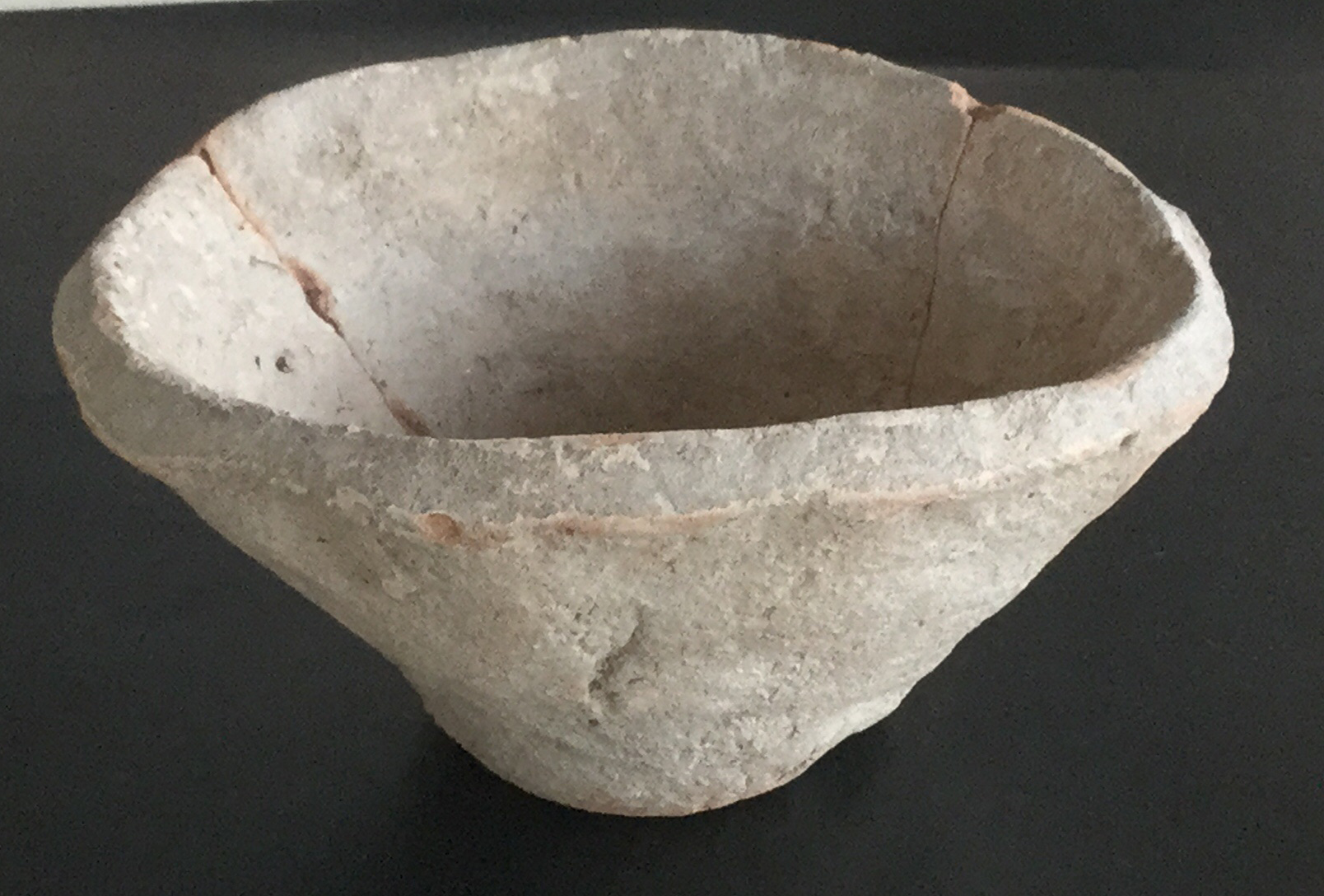
Cuenco de borde biselado.

Los cuencos de borde biselado (conocidos en inglés como beveled‐rim bowls y en alemán como glockentopf ) son pequeñas cuencos de arcilla sin decorar, producidas en masa. Su uso fue especialmente común durante el cuarto milenio a. C., en la Edad del Bronce. Representan aproximadamente tres cuartas partes de la cerámica hallada en los yacimientos de la cultura de Uruk, lo que los convierte en un indicador distintivo y fiable de la presencia de esta civilización en la antigua Mesopotamia.

## Características y función
Estos cuencos eran producidos con moldeslo que permitía su fabricación en grandes cantidades. Debido a su abundancia, varios investigadores, como Hans Nissen y Greg Johnson,han sugerido que se utilizaban para distribuir raciones de comida en un contexto "extra-familiar". Se cree que servían para alimentar a los trabajadores encargados de la construcción de grandes edificaciones, coordinadas por un poder central, probablemente vinculado a las organizaciones templarias. Estas instituciones se organizaban en torno a centros de culto dedicados a deidades personales, como sugiere la presencia de múltiples templos en los distintos asentamientos de Uruk. No obstante, la función exacta de estos recipientes sigue siendo objeto de debate.
Si bien los cuencos de borde biselado ya estaban presentes hacia el 3500 a. C., su uso se consolidó en el período tardío de Uruk. cuando el sistema se arraigó. La existencia de una producción intensiva está confirmada por el hallazgo de numerosos hornos de alfarero en Uruk, concentrados en ciertas áreas de la ciudad.
Las dimensiones típicas de estos cuencos eran de 18 cm de ancho por 10 de altura,aunque se han identificado diferentes tamaños: grandes, medianos y pequeños. Según el historiador Mario Liverani, estas variaciones no necesariamente indican diferencias en las raciones de alimento para hombres, mujeres y niños, como han sugerido otros investigadores.
El material tosco con el que estaban hechos los hacía porosos y, por lo tanto, inadecuados para contener líquidos. Es probable que se usaran para alimentos a base de cebada o trigo. Ciertamente, no fueron diseñados para el transporte de comida.Los numerosos ejemplares encontrados presentan en su exterior la impresión de la superficie rugosa del molde, mientras que en el interior se pueden observar marcas de los dedos de los alfareros, quienes comprimían la arcilla contra el molde y cortaban el borde en diagonal con el pulgar, lo que dio origen a su nombre.
Algunos estudiosos han planteado la hipótesis de que estos cuencos eran desechables y que representaban una forma primitiva de producción en masa, comparable a las bolsas de plástico. Sin embargo, Liverani rechaza esta idea, argumentando que tal desperdicio sería incompatible con la economía y la mentalidad de la época. En su opinión, estos cuencos, administrados por la estructura templaria, se usaban para servir comidas a los trabajadores ocasionales (especialmente aquellos en régimen de corvea),  tras lo cual eran recogidos y almacenados. En contraste, los empleados permanentes del Estado recibían su pago en forma de raciones alimentarias mensuales.

## Influencia cultural y expansión
Los cuencos de borde biselado son un símbolo distintivo de la cultura de Uruk. Su presencia en sitios septentrionales como Tell Brak o Hammoukar sugiere que sociedades con culturas ya consolidadas adoptaron rápidamente las costumbres de Uruk, probablemente a través de intercambios comerciales más que por conquista militar.
En Irán, la ciudad de Susa, fundada por fuerzas locales a comienzos del IV milenio a. C., fue profundamente influenciada por la cultura de Uruk. El hallazgo de cerámica típica del período tardío de Uruk confirma esta influencia. Susa evolucionó hasta convertirse en una ciudad y llegó a controlar el comercio en la región de Susiana, situada en la llanura aluvial del río Karún, a los pies de los montes Zagros. Desde Susa, los cuencos de borde biselado se difundieron por todo Irán, con presencia en sitios como Godin Tepe y Choga Gavaneh en los Zagros, Tepe Özbaki y Tappeh Sialk en el norte, Tepe Yahiya en el centro, Nurabad en el sur e incluso en la costa del actual Pakistán, en Miri Qalat.